# Aeroportul Mili
Aeroportul Mili (IATA: MIJ, FAA LID: 1Q9) este un aeroport din Insulele Marshall ce deservește zona Mili Atoll⁠(d).
Situat la o altitudine de 1 m, aeroportul dispune de o singură pistă.